# Aulolaimus costatus
Aulolaimus costatus is een rondwormensoort uit de familie van de Aulolaimidae. De wetenschappelijke naam van de soort is voor het eerst geldig gepubliceerd in 1967 door Andrássy.